# Kasteel van Middelburg

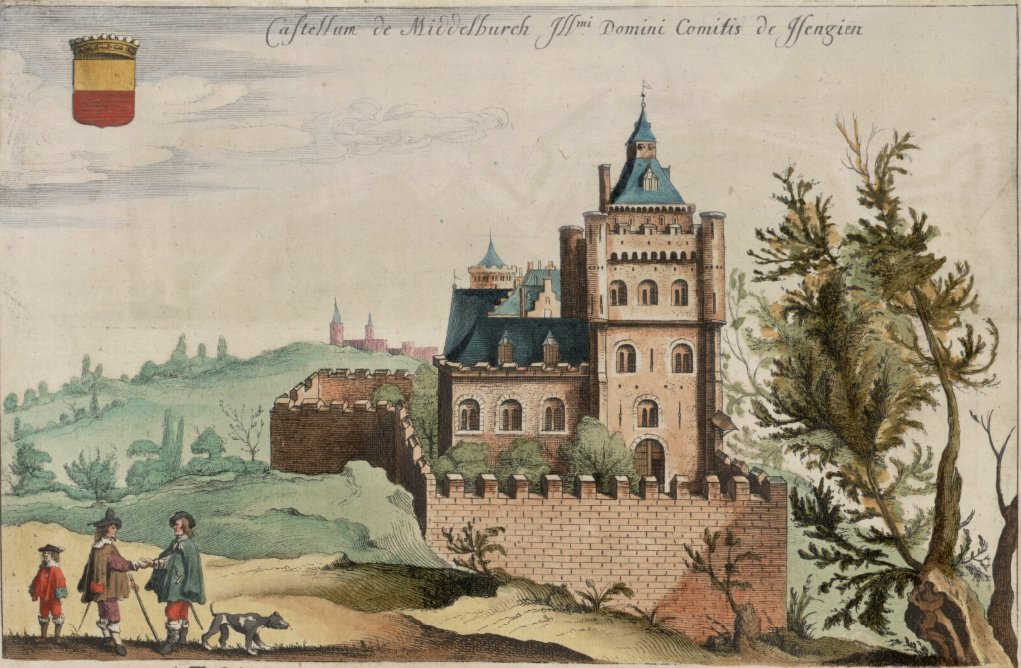
Het kasteel afgebeeld in Flandria illustrata (1641)

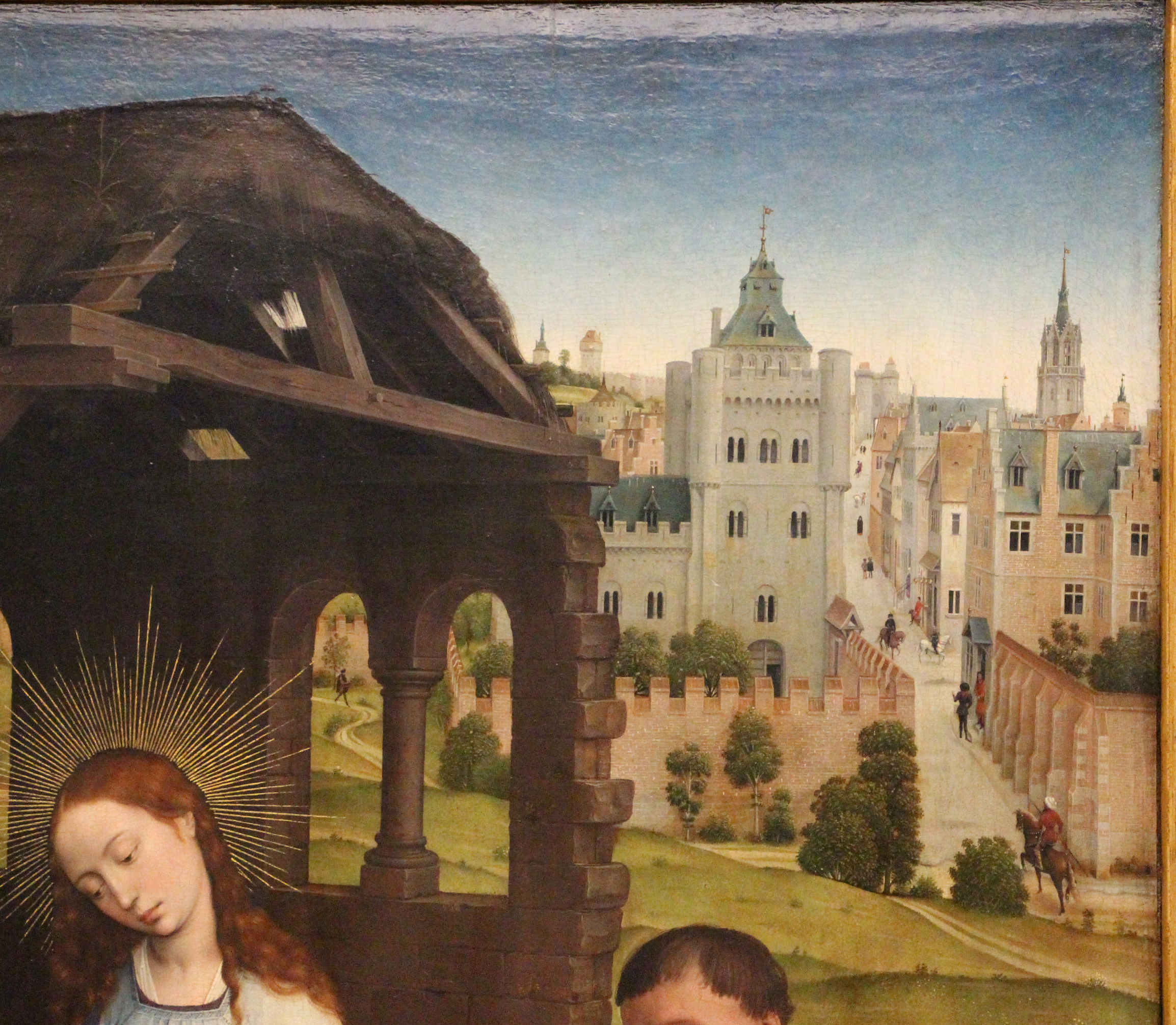
Het kasteel overgeplaatst naar een stedelijke omgeving door Rogier van der Weyden op het Bladelintriptiek (ca. 1450)

Het Kasteel van Middelburg is een voormalig kasteel in de tot de Oost-Vlaamse gemeente Maldegem behorende plaats Middelburg.

## Geschiedenis
Het kasteel werd van 1448-1450 gebouwd op het grondgebied van een leenhoeve van de Abdij van Middelburg, gelegen te Heille. Deze hoeve werd in 1440 voor dit doel aangekocht door Pieter Bladelin, die er het stadje Middelburg stichtte, naar het Zeeuwse Middelburg vernoemd. Tijdens de Vlaamse Opstand tegen Maximiliaan werd het kasteel in 1488 zwaar beschadigd.
Omstreeks 1550 verscheen het kasteel op een kaart van Jacob van Deventer. Het betrof een omgracht en onderkelderd opperhof, en ook was er een neerhof. Omstreeks 1750 was het kasteel tot een ruïne vervallen en in de jaren daarna werd het als steengroeve gebruikt ten behoeve van de bouw van meerdere stallen, schuren en huizen.
Begin twintigste eeuw werd een tramlijn aangelegd die over het grondgebied van het vroegere kasteel liep. Een laagte gaf nog de plaats aan waar zich eens de gracht bevond. Na de Tweede Wereldoorlog, waarbij het dorp zwaar was getroffen, werden noodwoningen gebouwd op de plek waar zich eens de binnenplaats bevond. In de jaren '90 van de twintigste eeuw werd de site sterk aangetast door wegaanleg en woningbouw. In 1996 kwam bij de wegaanleg muurwerk aan de dag, dat echter grotendeels werd vernietigd.

## Provinciale erfgoedsite
Vanaf 2002 werden opgravingen uitgevoerd die een meer gedetailleerd beeld van het kasteel opleverden. Omdat het kasteel meermaals belegerd en daarbij beschadigd werd, werden in de zestiende en zeventiende eeuw diverse herstelwerkzaamheden uitgevoerd, waarvan de gegevens van de opgravingen getuigen. De site werd in 2005 door de Vlaamse overheid beschermd als archeologisch monument. In 2024 opende de provinciale erfgoedsite met een in cortenstaal en aarde gemarkeerd grondplan van de torens, wanden en toegangspoort.
De geschiedenis van Middelburg en de resultaten van de opgravingen werden tot 2024 gepresenteerd in het bezoekerscentrum.